# Países Bajos en los Juegos Paralímpicos de Salt Lake City 2002
Los Países Bajos estuvieron representados en los Juegos Paralímpicos de Salt Lake City 2002 por cuatro deportistas, tres hombres y una mujer.

## Medallistas
El equipo paralímpico neerlandés obtuvo las siguientes medallas:
| Nombre               | Deporte        | Evento                 |
| -------------------- | -------------- | ---------------------- |
| Oro                  |                |                        |
| Marjorie van de Bunt | Biatlón        | 7,5 km de pie femenino |
| Plata                |                |                        |
| Marjorie van de Bunt | Esquí de fondo | 5 km de pie femenino   |
| Marjorie van de Bunt | Esquí de fondo | 10 km de pie femenino  |
| Marjorie van de Bunt | Esquí de fondo | 15 km de pie femenino  |
| Bronce               |                |                        |
| —                    |                |                        |